# Organisationen för Serbiska Studenter Utomlands
Organisationen för Serbiska Studenter Utomlands (OSSU; serbiska: Организација српских студената у иностранству; OSSI) är en ideell och icke-statlig organisation driven av serbiska studenter över hela världen. Organisationen har fler än 600 medlemmar.
Det huvudsakliga målet för OSSU är att stödja och förstärka serbiska studenters gemenskap i diasporan. För att uppnå detta arbetar OSSU primärt genom att bilda ett omfattande och kompakt nätverk med lokala avdelningar för sina studenter vid universitet över hela världen, skapa förbindelser mellan specialister från Serbien och andra länder, uppmuntra kunskapsutbyte, anordna besök samt praktikplatser och anställningar hos framgångsrika företag och organisationer i Serbien, inklusive Serbiens regering.

## Historia
OSSU grundades av en grupp serbiska studenter studerande i Europa och Nordamerika i mitten av juli 1997. Bland dessa studenter fanns den nuvarande serbiska utrikesministern, Vuk Jeremić, som då fullbordade en examen vid Harvard University. OSSU var i praktiken overksam från 2002 till 2007 då organisationen reaktiverades. 

## Struktur
Lokala avdelningar är de främsta enheterna i OSSU:s struktur och den fokala delen i dess inflytande. Åtta lokala avdelningar har hittills implementerats vid universitet som Harvard, Oxford och Donghua University i Shanghai. Det decentraliserade nätverket bestående av lokala avdelningar som implementerats vid universitet frekventerade av serbiska studenter förespråkar nyskapande förmåga på lokal nivå, kunskapsutbyte och stärkandet av kulturella band. Enligt OSSU bedriver deras medlemmar alla aktiviteter samtidigt som de respekterar unika delar hos kulturer, grupper och universiteten där de bor. OSSU har som ändamål att bli det mest omfattande, kompetenta och informations rika nätverk för serbiska studenter utomlands.

## Aktiviteter
En av OSSU:s huvudaktiviteter är att organisera praktikplatser och anställningar för dess medlemmar både i den privata och den offentliga sektorn i Serbien.
‘pOSSIbilIty’ projektet är anpassat för att hitta lämpliga praktikplatser och anställningar i den privata sektorn, medan ‘Möt Serbien’ projektet (serbiska: Упознај Србију; Upoznaj Srbiju] ) arrangerar praktikplatser åt en utvald grupp framgångsrika serbiska studenter i utlandet i serbiska ministerier. Planerat för första gången till sommaren 2010 lyckades projektet placera 46 studenter i alla ministerier i Serbien under en fyraveckors period där de fick bekanta sig med ämbetsorganisationen av statsadministration, möta ett antal av Serbiens ministrar som Vuk Jeremić, Ivica Dačić  och ställa samman en gensvarsrapport av deras intryck som sedan presenterades till Serbiens premiärminister, Mirko Cvetković.
Den andra och viktiga delen av OSSU:s aktiviteter är rådgivande och stöd vilket riktas mot att hjälpa studenter i alla tre faser av deras akademiska karriärer – ansökningsfasen, under studierna och studier efter avlagd examen. 
Enligt OSSU:s hemsida strävar även organisationen efter att förespråka dialog och samarbete mellan sina medlemmar, mellan de och deras akademiska och lokala grupper, likaväl med sina kollegor i Serbien och internationella organisationer över hela världen genom sina återkommande sammanträden, föredrag och genom sina flerfaldiga projekt.

### Fotnoter
1. ↑  http://znanje.infostud.com/organizacije/Organizacija_srpskih_studenata_u_inostranstvu-OSSI/144 Arkiverad 9 juli 2010 hämtat från the Wayback Machine. "Studentske i omladinske organizacije - Organizacija srpskih studenata u inostranstvu - OSSI"
2. ↑  http://glassrbije.org/index.php?option=com_content&task=view&id=66066&Itemid=188
3. ↑  http://www.politika.rs/rubrike/Srbija/Radna-mesta-u-Srbiji-za-studente-iz-dijaspore.lt.html "Radna-mesta-u-Srbiji-za-studente-iz-dijaspore"
4. 1 2  ”Arkiverade kopian”. Arkiverad från originalet den 12 oktober 2010. https://web.archive.org/web/20101012041841/http://www.mzd.gov.rs/News/NewsDetail.aspx?id=2&cid=1193. Läst 26 september 2010.
5. ↑  http://www.nytimes.com/2010/01/16/world/europe/16jeremic.html
6. ↑  http://www.europarl.europa.eu/meetdocs/2009_2014/documents/afet/dv/200/200911/2009115cvvukjeremicen.pdf
7. ↑  ”Arkiverade kopian”. Arkiverad från originalet den 13 september 2010. https://web.archive.org/web/20100913215919/http://www.hks.harvard.edu/kokkalis/news.html. Läst 26 september 2010.
8. ↑  http://www.ossi.rs/index.php?action=local Arkiverad 18 september 2010 hämtat från the Wayback Machine. "Organizacija srpskih studenata u inostranstvu - Lokalni ogranci"
9. ↑  http://www.vesti-online.com/Dijaspora/drzava/Nemacka/Vesti/58225/Letnja-praksa-u-Srbiji-za-studente-iz-dijaspore- Arkiverad 7 juni 2010 hämtat från the Wayback Machine. "Letnja-praksa-u-Srbiji-za-studente-iz-dijaspore"
10. ↑  http://www.youtube.com/watch?v=6OQU09bKsT4
11. ↑  http://www.rts.rs/page/stories/sr/story/125/Društvo/740892/Upoznaj+Srbiju
12. ↑  http://www.danas.rs/danasrs/drustvo/projekat_upoznaj_drzavu_srbiju.55.html?news_id=195498
13. ↑  ”Arkiverade kopian”. Arkiverad från originalet den 20 augusti 2010. https://web.archive.org/web/20100820011536/http://www.kurir-info.rs/vesti/politika/jeremic-sa-srpskim-studentima-iz-dijaspore-46527.php. Läst 26 september 2010.
14. ↑  ”Arkiverade kopian”. Arkiverad från originalet den 13 juli 2011. https://web.archive.org/web/20110713173058/http://vesti.krstarica.com/?rubrika=scg&naslov=Minister+Jeremic+talks+with+Serbian+students+abroad&lang=1&sifra=e919ae872d8ea99701aa694a240a3b30&dan=20&mesec=08&godina=2010. Läst 26 september 2010.
15. ↑  ”Arkiverade kopian”. Arkiverad från originalet den 17 juli 2011. https://web.archive.org/web/20110717191244/http://www.balkans.com/open-news.php?uniquenumber=65600. Läst 22 januari 2011.
16. ↑  ”Arkiverade kopian”. Arkiverad från originalet den 8 mars 2012. https://web.archive.org/web/20120308213050/http://www.ekonomist.rs/en/news/serbia/128498.html. Läst 22 januari 2011.
17. ↑  ”Arkiverade kopian”. Arkiverad från originalet den 21 juli 2011. https://web.archive.org/web/20110721130356/http://glassrbije.org/index.php?option=com_content&task=view&id=65997&Itemid=188. Läst 4 september 2010.
18. ↑  http://glassrbije.org/index.php?option=com_content&task=view&id=67579&Itemid=188 Arkiverad 21 juli 2011 hämtat från the Wayback Machine. "IZVEŠTAJ SRPSKIH STUDENATA IZ INOSTRANSTVA O VOLONTERSKOM RADU U VLADI SRBIJE"
19. ↑  http://www.rts.rs/page/stories/sr/story/125/Društvo/754042/Predlog+za+bolju+administraciju.html
20. ↑  ”Arkiverade kopian”. Arkiverad från originalet den 10 juli 2011. https://web.archive.org/web/20110710130550/http://diplomske.com/news/studenti-predali-izvestaj-premijeru/. Läst 26 september 2010.
21. ↑  http://www.ossi.rs/index.php?action=about_vision Arkiverad 18 september 2010 hämtat från the Wayback Machine. "Organizacija srpskih studenata u inostranstvu - Vizija OSSI-ja"